# Legalitätsprinzip (Verfassungsgrundsatz)
Als Legalitätsprinzip wird im österreichischen (Art. 18 Abs. 1 B-VG) und dem Schweizer Recht (Art. 5 Abs. 1 BV) der Grundsatz verstanden, dass die gesamte staatliche Verwaltung nur auf Grund von Gesetzen ausgeübt werden darf – es entspricht also grob dem deutschen Begriff des Vorbehalts des Gesetzes.
Nach der von Verfassungsgerichtshof (VfGH) und Verwaltungsgerichtshof (VwGH) in Österreich vertretenen Herzog-Mantel-Theorie steht und fällt die Geltung einer Durchführungsverordnung grundsätzlich mit Geltung des Gesetzes, das zum Erlass der Verordnung ermächtigt.
Jeder Vollzugsakt, der gesetzt wird, muss durch ein vom Gesetzgeber erlassenes Gesetz gedeckt sein. Das Legalitätsprinzip soll das Handeln der Verwaltung für den Bürger vorhersehbar und berechenbar machen und ist Ausdruck des Rechtsstaatsprinzips (in Deutschland: Art. 20 Abs. 3 GG).

## Schweiz
Der Gedanke, dass staatliches Handeln mit einer gesetzlichen Ermächtigung erfolgen darf, wird als Legalitätsprinzip bezeichnet, dessen schweizerische Ausprägung aus zwei Elementen zusammengesetzt ist. Die erste Voraussetzung wird als «Erfordernis der Gesetzesform» bezeichnet, die zweite als «Erfordernis des Rechtssatzes». Das Erfordernis der Gesetzesform verlangt, dass alle wichtige Bestimmungen in Form des Gesetzes erlassen werden (Art. 164 Abs. 1 BV). Dadurch entscheidet der demokratisch legitimierte Gesetzgeber über die wichtigen Staatsgeschäfte, und die Stimmberechtigten können ein Referendum ergreifen. Das Erfordernis des Rechtssatzes verlangt, dass eine Norm «so präzise formuliert sein [muss], dass der Bürger sein Verhalten danach einrichten und die Folgen eines bestimmten Verhaltens mit einem den Umständen entsprechenden Grad an Gewissheit erkennen kann.» Die in Deutschland zentrale Unterscheidung zwischen Vorbehalt des Gesetzes und Vorrang des Gesetzes ist in der Schweiz unüblich.
Das Legalitätsprinzip soll Rechtssicherheit schaffen und dient so der Erfüllung eines zentralen Postulats der Rechtsstaatlichkeit. Durch die Lektüre des Gesetzes soll im Vornherein feststehen, wie man sich zu verhalten hat, und nicht erst durch ein richterliches Urteil. Durch die Bindung im Verwaltungshandeln an das Gesetz – eine generell-abstrakte Rechtsnorm – wird Rechtsgleichheit gewährleistet, da die Behörden in ähnlich gelagerten Fällen gleich zu entscheiden haben. Von Bedeutung ist das Legalitätsprinzip schlussendlich bei Grundrechtseingriffen, die nur basierend auf einer gesetzlichen Grundlage erfolgen dürfen (Art. 36 Abs. 1 BV).
Eine Verletzung des Legalitätsprinzips liegt dann vor, wenn entweder keine ausreichende gesetzliche Grundlage besteht oder diese nicht ausreichend konkret ist, um als Grundlage für die Verordnung oder den Einzelakt zu gelten. Missachtungen des Legalitätsprinzips können indes nur eingeschränkt angefochten werden. Weil das Legalitätsprinzip nur in Verbindung mit Grundrechtseingriffen sowie im Abgabe- und Strafrecht ein verfassungsmässiges Recht darstellt, kann nicht jede Verletzung des Legalitätsprinzips per Verfassungsbeschwerde angefochten werden. Kantonales Recht, das das Legalitätsprinzip mutmasslich verletzt, kann nur über den Umweg des Grundsatzes der Gewaltenteilung oder des Willkürverbots (Art. 9 BV) gerügt werden. Auf Bundesebene sind die Bundesgesetze für das Bundesgericht massgebend (Art. 190 BV). Daraus folgt: Die bundesgesetzliche Grundlage kann nicht infrage gestellt werden, und verfassungswidrige Bundesgesetze sind gleichwohl anzuwenden. Der Bundesgesetzgeber soll zwar hinreichend bestimmt formulieren; eine Verletzung dieses Gebots kann indessen nicht sanktioniert werden.